# Großarreshausen
Großarreshausen ist ein Gemeindeteil von Schweitenkirchen im oberbayerischen Landkreis Pfaffenhofen an der Ilm. Das Dorf liegt circa vier Kilometer nördlich von Schweitenkirchen und ist über die Kreisstraße PAF 23 zu erreichen.
Die Ortsnamen anshareshusir, anherihusan – also Arreshausen, Weiler in der Pfarrei Vörnbach (Förnbach) – und Kysinhusir, kysinhusun – Pfarrdorf Geisenhausen – werden erstmals als Spenden an die Freisinger Kirche erwähnt. Die erste offizielle Nennung ist in einer Schenkungsurkunde des Jahres 821 („Hroossuuind schenkt Wald zu Klein(Gross)arreshausen Preinerszell 821 März 10.“).
Großarreshausen wurde am 1. Mai 1978 als Gemeindeteil der zuvor selbständigen Gemeinde Geisenhausen im Rahmen der Gemeindegebietsreform nach Schweitenkirchen eingegliedert.